# Hosejn Borudżerdi

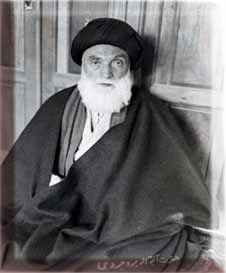

Hosejn Tabatabaji Borudżerdi (ur. 1875 w Borudżerdzie, zm. 1961 w Komie) – irański duchowny szyicki, ajatollah. Od 1946 do śmierci był najwyższym autorytetem religijnym (mardżą) w Iranie.

## Życiorys
Był synem duchownego szyickiego. Pod kierunkiem ojca w rodzinnym mieście rozpoczął edukację religijną. W 1892 lub 1893 udał się na dalsze kształcenie do Isfahanu, gdzie jako wyróżniający się uczeń w wyjątkowo młodym wieku zakończył naukę i sam zaczął nauczać. Na początku XX wieku udał się do An-Nadżafu w celu dalszej nauki pod kierunkiem słynnych szyickich uczonych. W 1910 wrócił do Borudżerdu i tam przez kolejne 35 lat zajmował się nauczaniem. Stał się autorytetem religijnym znanym w całym Iranie zachodnim i południowym, a także w Chorasanie i w Iraku. W 1944 stanął na czele hauzy w Ghom i w kolejnych latach przyczynił się do odnowienia jej dawnego znaczenia. Po śmierci ajatollaha Abol Hasana Esfahaniego w 1946 stał się najwyższym mardżą w Iranie.
Był zwolennikiem zbliżenia szyitów i sunnitów. Nie angażował się w politykę Iranu, zachowując neutralność i wzywał do tego również innych duchownych, pozostawał w poprawnych stosunkach z dworem szacha. Nie prowadził działalności opozycyjnej za rządów Rezy Szacha, chociaż według niektórych źródeł w 1944 brał udział w antyrządowym proteście. W 1949 podczas konferencji duchownych szyickich w Ghom opowiadał się za wprowadzeniem dla duchowieństwa zakazu członkostwa w partiach politycznych i prowadzenia działalności politycznej. Potępił Fedainów Islamu i nakazał, by grupa opuściła swoją dotychczasową siedzibę w jednej ze szkół teologicznych w Ghom.
Według niektórych źródeł podczas zamachu stanu w Iranie w 1953 stanął po stronie dworu przeciwko Mosaddeghowi, według innych tylko przyzwolił na poparcie innych duchownych dla puczu lub też w ogóle nie popierał przewrotu. Gdy nowy premier Fazlollah Zahedi wysłał mu wiadomość z życzeniami, ajatollah nie odpowiedział. W kolejnych latach Borudżerdi i inni ajatollahowie popierali monarchię.
W 1955 wziął udział w kampanii przeciwko bahaitom. W 1959 potępił projekt reformy rolnej. W liście do ajatollaha Mohammada Behbahaniego twierdził, że ograniczenie własności ziemskiej było sprzeczne z islamem. Jego działania nie miały jednak większych rezultatów, a reforma rolna była podstawą prowadzonej od 1963, już po śmierci ajatollaha, białej rewolucji.
Zmarł w 1961 i został pochowany w Ghom. Po jego śmierci żaden z młodszych ajatollahów nie uzyskał początkowo porównywalnego z nim autorytetu.